# Donato De Bonis
Donato De Bonis (* 13. April 1930 in Pietragalla; † 23. April 2001) war ein italienischer römisch-katholischer Priester und Prälat des Malteserordens.

## Leben
Donato De Bonis trat als Zehnjähriger in das Kleine Seminar in Potenza ein, um Priester zu werden. Er absolvierte das Priesterseminar in Salerno und wurde am 5. April 1953 zum Priester geweiht.
1954 trat De Bonis in das Istituto per le Opere di Religione (IOR) ein, 1970 wurde er dessen Generalsekretär. Er war die rechte Hand von Paul Marcinkus, der 1971 zum Direktor des IOR ernannt wurde. De Bonis wurde seinerseits 1989 zum „Prälaten des IOR“ bestellt, ein Amt, das als geistliche Begleitung der Bank gedacht war, das er jedoch nutzte, um Einfluss auf die Geschäftspolitik zu nehmen und seine Finanztransaktionen ungestört durchzuführen. De Bonis führte ein IOR-Konto, das auf den Namen eine „Fondazione Cardinale Francis Spellman“ lautete. Aus diesem Konto wurden einerseits kirchliche Gemeinschaften und Einrichtungen unterstützt (die Gemeinschaft Sant’Egidio, die Bewegung Comunione e Liberazione und andere); andererseits diente dieses Konto der Geldwäsche, ebenso wie andere von De Bonis kontrollierte Konten. Zudem baute er eine „parallele IOR“ auf: ein System von Konten, die nicht in die IOR-Bilanz eingingen. Gespeist wurden diese Konten unter anderem aus Stiftungen für wohltätige Zwecke, innerhalb des IOR wurden die Gelder dann „umgeleitet“.
Nachdem Angelo Caloia, der 1989 Marcinkus abgelöst hatte, Papst Johannes Paul II. über die Geschäftstätigkeit De Bonis’ unterrichtet hatte, sank dessen Macht im IOR. Ende März 1993 verließ De Bonis das IOR – und wurde, gemäß dem Grundsatz „promoveatur ut amoveatur“ (lateinisch Er möge befördert werden, um weggeschafft zu werden) von Papst Johannes Paul II. gleichzeitig, am 25. März 1993, zum Prälaten des Malteserordens und Titularbischof von Castellum in Numidia ernannt. Der Erzbischof von Neapel, Corrado Kardinal Ursi, weihte ihn am 25. April desselben Jahres zum Bischof; Mitkonsekratoren waren Pasquale Macchi, Prälat von Loreto, und Michele Scandiffio, Erzbischof von Acerenza.